# Alicia (Alicia en el país de las maravillas)
Alicia (en inglés: Alice) es un personaje ficticio, protagonista de la novela infantil de Lewis Carroll, Las aventuras de Alicia en el país de las maravillas (1865) y de su secuela, A través del espejo (1871). Alicia es una niña de mediados de la época victoriana que vive una aventura subterránea tras caer accidentalmente a través de la madriguera de un conejo al País de las Maravillas; en la secuela, camina a través de un espejo hacia un mundo alternativo.
El personaje se originó en las historias que Carroll solía contar para entretener a las hermanas Liddell mientras remaban por el Támesis con su amigo Robinson Duckworth. Aunque comparte su nombre de pila con Alice Liddell, no hay acuerdo entre los estudiosos sobre en qué medida Carroll se basó en la niña real para componer al personaje. Caracterizada por Carroll como «amorosa y amable», «cortés con todos», «confiada» y «tremendamente curiosa», Alicia ha sido descrita como inteligente, educada y escéptica con respecto a la autoridad, aunque algunos comentaristas han señalado aspectos más negativos de su personalidad. Su apariencia cambió de Alice's Adventures Under Ground, el primer borrador de Alice's Adventures in Wonderland (cómo es conocida en su idioma original), ilustrado por el propio Carroll, a las ilustraciones del caricaturista político John Tenniel en los dos libros originalmente publicados.
Alicia ha sido identificada como un ícono cultural. Se la ha descrito como una desviación del habitual protagonista infantil del siglo XIX, y el éxito de los dos libros de Alicia ha inspirado numerosas secuelas, parodias e imitaciones, con protagonistas similares a ella en temperamento. Ha sido interpretada a través de varios enfoques críticos, y ha aparecido en numerosas adaptaciones, incluida la película de Walt Disney (1951). Su persistente atractivo se ha atribuido a su capacidad para ser continuamente reimaginada.

## Personaje

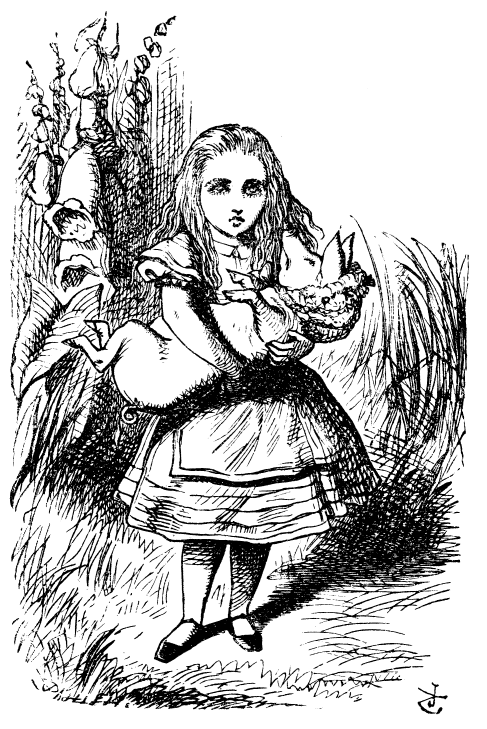
Ilustración de John Tenniel de Alicia y el cerdo de Las aventuras de Alicia en el país de las maravillas (1865).

Alicia es una niña ficticia que vive a mediados de la época victoriana. En Alicia en el país de las maravillas (1865), que transcurre el 4 de mayo, se supone ampliamente que el personaje tiene siete años; y cumple siete años y medio en la secuela, que tiene lugar el 4 de noviembre. En los textos de los dos libros de Alicia, el autor Lewis Carroll rara vez describe la apariencia física de la protagonista. Sin embargo, algunos detalles de su vida ficticia se pueden deducir de los textos. En su hogar, ella tiene una hermana considerablemente mayor, un hermano, una gata llamada Dinah, una enfermera de edad avanzada y una institutriz, quien le imparte lecciones desde las nueve de la mañana. Además, en algún momento de su historia, asistió a una escuela diurna. Alicia ha sido interpretada de diversas maneras como parte de la clase alta, clase media, o parte de la burguesía.
En su ensayo Alice on the Stage (abril de 1887), Carroll describió a Alicia como «cariñosa y gentil», «cortés con todos», «confiada» y «profundamente curiosa, con el entusiasmo por la vida que solo se experimenta en los momentos felices de la infancia, cuando todo es nuevo y bello, y cuando el Pecado y el Dolor no son más que nombres: palabras vacías que no significan nada». Los críticos la caracterizan como «inocente», «imaginativa», introspectiva, generalmente bien educada, crítica de las figuras de autoridad, y astuta. Sin embargo, otros destacan rasgos menos positivos en Alicia, señalando que a menudo muestra poca amabilidad en sus conversaciones con los animales del País de las Maravillas, toma acciones violentas contra personajes como Bill la Lagartija al patearlo por los aires, y refleja su educación social en su falta de sensibilidad y respuestas descorteses. Según Donald Rackin, «A pesar de sus prejuicios ligados a su clase social y época, su llanto temeroso y su infantilidad, su moralismo pedante y su ignorancia confiada, su hipocresía a veces descarada, su impotencia y confusión general, y su disposición algo cobarde para abandonar sus luchas al final de las dos aventuras, muchos lectores aún ven a Alicia como una encarnación mítica del control, la perseverancia, el valor y la madurez sensata».
El grado en que el personaje de Alicia puede identificarse con Alice Liddell es objeto de controversia. Algunos críticos consideran que el personaje es Liddell, o sostienen que ella inspiró al personaje. Otros argumentan que Carroll veía a su protagonista y a Liddell como figuras separadas. Según Carroll, su personaje no se basó en ninguna niña real, sino que era completamente ficticio.

## Desarrollo

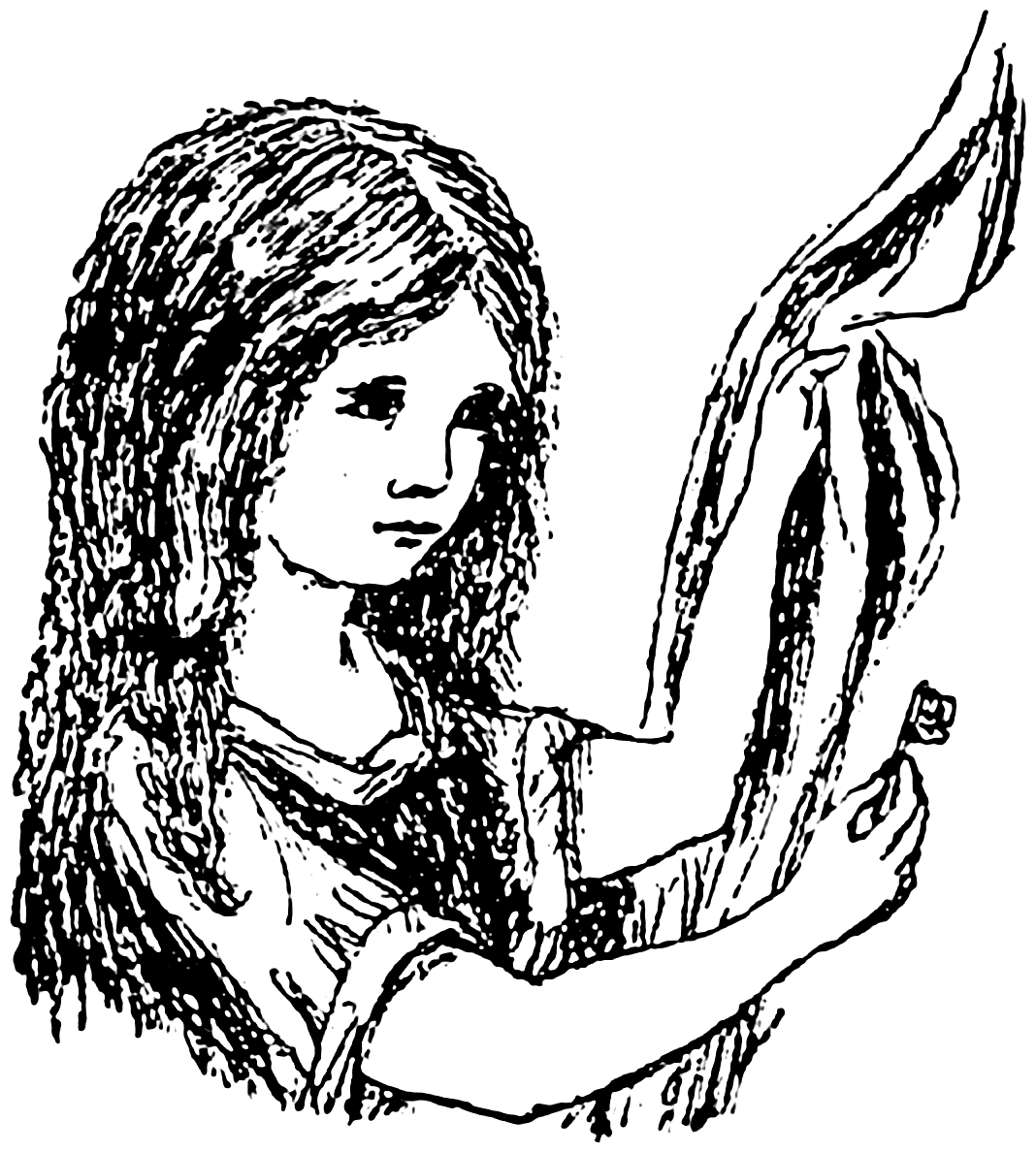
Uno de los dibujos de la Alicia de Carroll de Alice's Adventures Under Ground.

Alicia debutó en el primer borrador de Alicia en el País de las Maravillas, titulado Alice's Adventures Under Ground (Las aventuras subterráneas de Alicia en español). Este borrador surgió de historias que Carroll contó a las hermanas Liddell durante una tarde del 4 de julio de 1862 mientras remaban en el Támesis con su amigo Robinson Duckworth, y en otros paseos posteriores. A petición de Alice Liddell, que entonces tenía diez años, Carroll escribió las historias como Las aventuras subterráneas de Alicia, que completó en febrero de 1864. Este manuscrito incluye treinta y siete ilustraciones,de las cuales Alicia aparece en veintisiete. Como sus dibujos de Alicia tienen poco parecido físico con Alice Liddell, cuyo nombre comparte, se ha sugerido que Edith, la hermana menor de Alicia, pudo haber sido su modelo. Carroll retrata a su protagonista con una túnica, en contraste con los vestidos a medida que probablemente usaban las hermanas Liddell. Sus ilustraciones se inspiraron en los pintores prerrafaelitas Dante Gabriel Rossetti y Arthur Hughes, cuya pintura The Lady with the Lilacs (1863) aludió visualmente en un dibujo en Las aventuras subterráneas de Alicia. Carroll entregó esta versión manuscrita a Alice Liddell en noviembre de 1864.
John Tenniel ilustró Las aventuras de Alicia en el país de las maravillas (1865) por una tarifa de 138 libras esterlinas, aproximadamente una cuarta parte de las ganancias anuales de Carroll, quien asumió el costo personalmente. Tenniel ya era un ilustrador principal bien conocido y exitoso para la revista satírica Punch, cuando Carroll lo contrató como ilustrador en abril de 1864. En contraste, este último no tenía fama literaria en ese momento. Tenniel probablemente basó la mayoría de sus ilustraciones en las de Las aventuras subterráneas de Alicia, y Carroll supervisó cuidadosamente su trabajo; Entre sus sugerencias estaba que Alicia debería tener el pelo largo y claro. La vestimenta de Alicia en las ilustraciones de Tenniel refleja la moda típica de una niña de clase media durante la época victoriana, incluyendo un delantal, un detalle añadido por Tenniel que ahora es emblemático del personaje. Este accesorio transmite una sensación de disposición y sencillez.  Tenniel parece haberse inspirado en un personaje físicamente similar que apareció en al menos ocho caricaturas de Punch entre 1860 y 1864. En una de estas caricaturas de 1860, el personaje lleva ropa ahora asociada con Alicia: una falda amplia, medias claras, zapatos planos y una diadema en el cabello suelto. Este personaje, arquetipo de una niña agradable de clase media, ha sido descrito como similar a Alicia: pacifista, paciente, educada y lenta para responder con agresión a los demás.
La tarifa de Tenniel por ilustrar la secuela A través del espejo y lo que Alicia encontró allí (1871) aumentó a 290 libras esterlinas, un monto que Carroll también cubrió de su propio bolsillo. Tenniel modificó ligeramente la vestimenta de Alicia en esta obra, dándole medias a rayas horizontales en lugar de lisas y un delantal más ornamentado con un lazo. En un diseño inicial, Alicia usaba una falda «con soporte de crinolina, similar a las piezas de ajedrez» como la de las reinas Roja y Blanca, pero Carroll rechazó esta idea. Su vestimenta como reina y en el vagón de tren es un vestido de estilo polonés con polisón, que habría estado de moda en la época. La ropa que llevan los personajes de «My First Sermon» (1863) del pintor prerrafaelita John Millais y «The Travelling Companions» (1862) del pintor victoriano Augustus Leopold Egg tienen algunos elementos en común con la ropa de Alicia en el vagón de tren. Carroll expresó su descontento por la negativa de Tenniel a usar a una modelo para las ilustraciones de Alicia, al decir que esto resultó en que su cabeza y pies estuvieran fuera de proporción.
En febrero de 1881, Carroll contactó a su editor sobre la posibilidad de crear Alicia para los pequeños, una edición simplificada de Las aventuras de Alicia en el país de las maravillas con ilustraciones a color y ampliadas. Tenniel coloreó veinte ilustraciones del primer libro, además de revisar algunos aspectos de ellas; Alicia es representada como rubia, y su vestido es amarillo, con medias azules. Su vestido se plisó con un lazo en la parte posterior y llevaba otro en el pelo. Edmund Evans imprimió las ilustraciones en color mediante cromoxilografía, un proceso que utiliza bloques de madera para producir impresiones en color.

## Impacto cultural

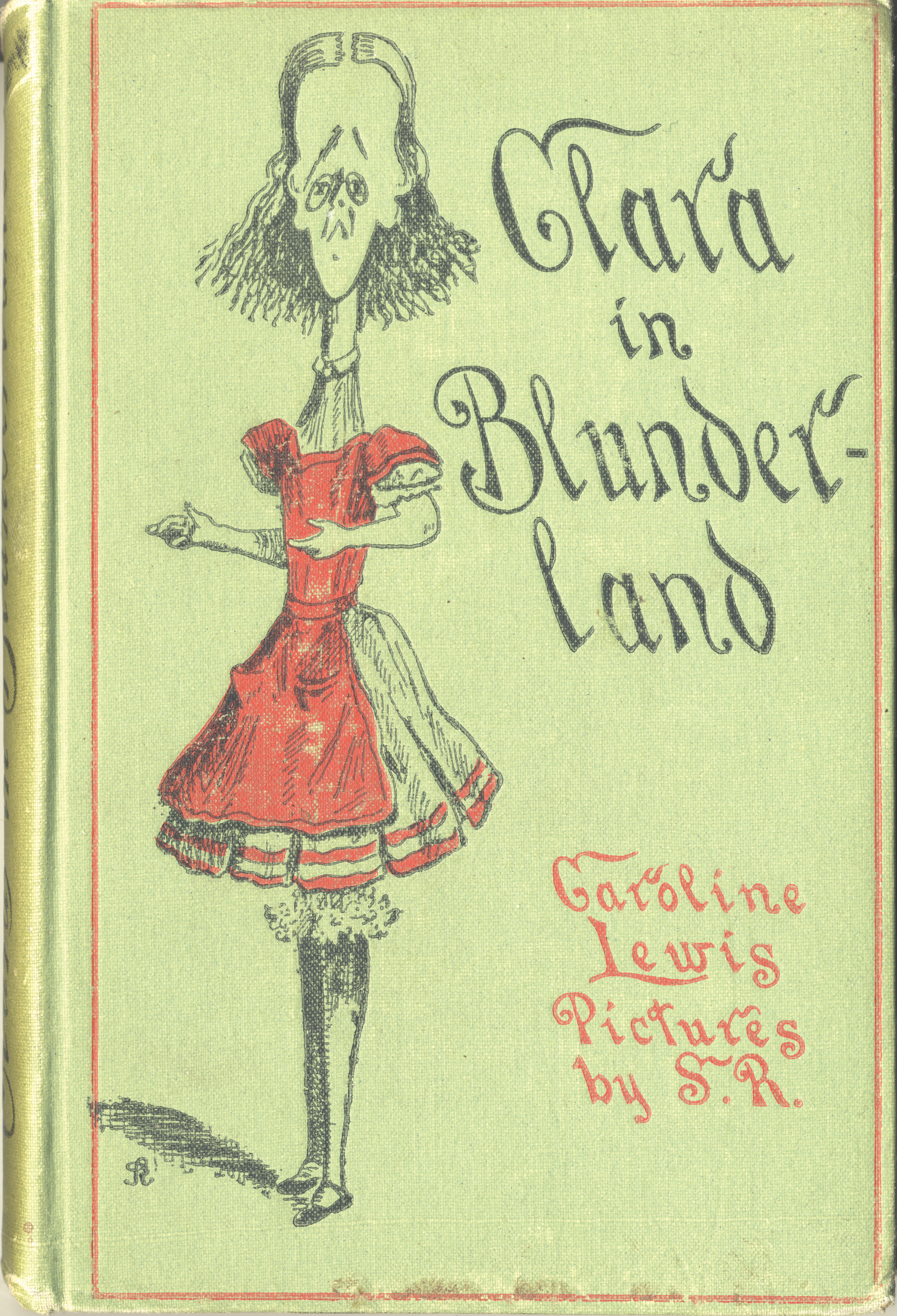
La portada de Clara en Blunderland (1902), una parodia política de Alicia en el país de las maravillas.

Alicia ha sido reconocida como un icono cultural. Sus dos libros han seguido imprimiéndose y el primero de ellos está disponible en cien idiomas. Las aventuras de Alicia en el país de las maravillas ha mantenido su popularidad y se ha posicionado como uno de los mejores libros infantiles, según varias encuestas. Alicia figuró en una encuesta británica de 2015 sobre los veinte personajes favoritos de la literatura infantil. También presta su nombre al estilo de diadema con la que está representada en las ilustraciones de Tenniel. La continua popularidad de los dos libros de Alicia ha resultado en numerosas adaptaciones, reimaginaciones, continuaciones literarias y diversos productos. La influencia de los dos libros en el campo literario comenzó desde mediados de la época victoriana, con varias novelas que adoptaron el estilo, actuaron como parodias de temas políticos contemporáneos o volvieron a trabajar en un elemento de los libros originales; presentaban uno o más protagonistas con características similares a las de Alicia («típicamente educadas, articuladas y asertivas»), independientemente del género.
Las aventuras de Alicia en el país de las maravillas y A través del espejo fueron exitosas de manera crítica y comercial durante la vida de Carroll; para 1898, se habían impreso más de 150 000 copias de Las aventuras de Alicia en el país de las maravillas y 100 000 copias de A través del espejo. Los lectores victorianos generalmente disfrutaron de los libros de Alicia como un entretenimiento ligero que omitía las rígidas moralidades que otros libros para niños solían incluir. En su reseña del primer libro, The Spectator describió a Alicia como «una niña encantadora [...] con un delicioso estilo de conversación», mientras que The Publisher's Circular la elogió como «una niña sencilla y amorosa». Varios reseñadores pensaron que las ilustraciones de Tenniel enriquecían al libro, y The Literary Churchman comentó que el arte de Tenniel de Alicia proporcionó «un alivio encantador a todas las apariencias grotescas que la rodean». El personaje ha sido destacado por críticos literarios posteriores como inusual o una desviación de los típicos protagonistas infantiles de mediados del siglo XIX. Richard Kelly ve al personaje como la creación de Carroll de un protagonista diferente a través de su reinterpretación del tropo del huérfano victoriano. Según Kelly, Alicia debe depender de sí misma en el País de las Maravillas, lejos de su familia, pero el arco narrativo moral y social del huérfano se sustituye por la lucha intelectual de Alicia para mantener su sentido de identidad frente a los habitantes del País de las Maravillas. Alison Lurie argumenta que desafía las concepciones de género de la niña idealizada de la mitad de la época victoriana: No tiene un temperamento acorde con el ideal, y desafía a las figuras adultas del País de las Maravillas.
Desde la década de 1930 hasta la de 1940, los libros quedaron bajo el escrutinio de críticos literarios psicoanalíticos. Los freudianos creían que los acontecimientos de Alicia en el país de las maravillas reflejaban la personalidad y los deseos del autor, porque las historias en las que se basaba se habían contado espontáneamente. En 1933, Anthony Goldschmidt introdujo «la idea moderna de Carroll como un pervertido sexual reprimido», teorizando que Alicia sirvió como la representación de Carroll en la novela; sin embargo, la influyente obra de Goldschmidt podría haber sido un engaño. En cualquier caso, el análisis freudiano encontró en los libros símbolos de «tropos freudianos clásicos»: «una madriguera de conejo vaginal y una Alicia fálica, un charco amniótico de lágrimas, figuras de madres histéricas y figuras paternas impotentes, amenazas de decapitación [castración], cambios rápidos de identidad».

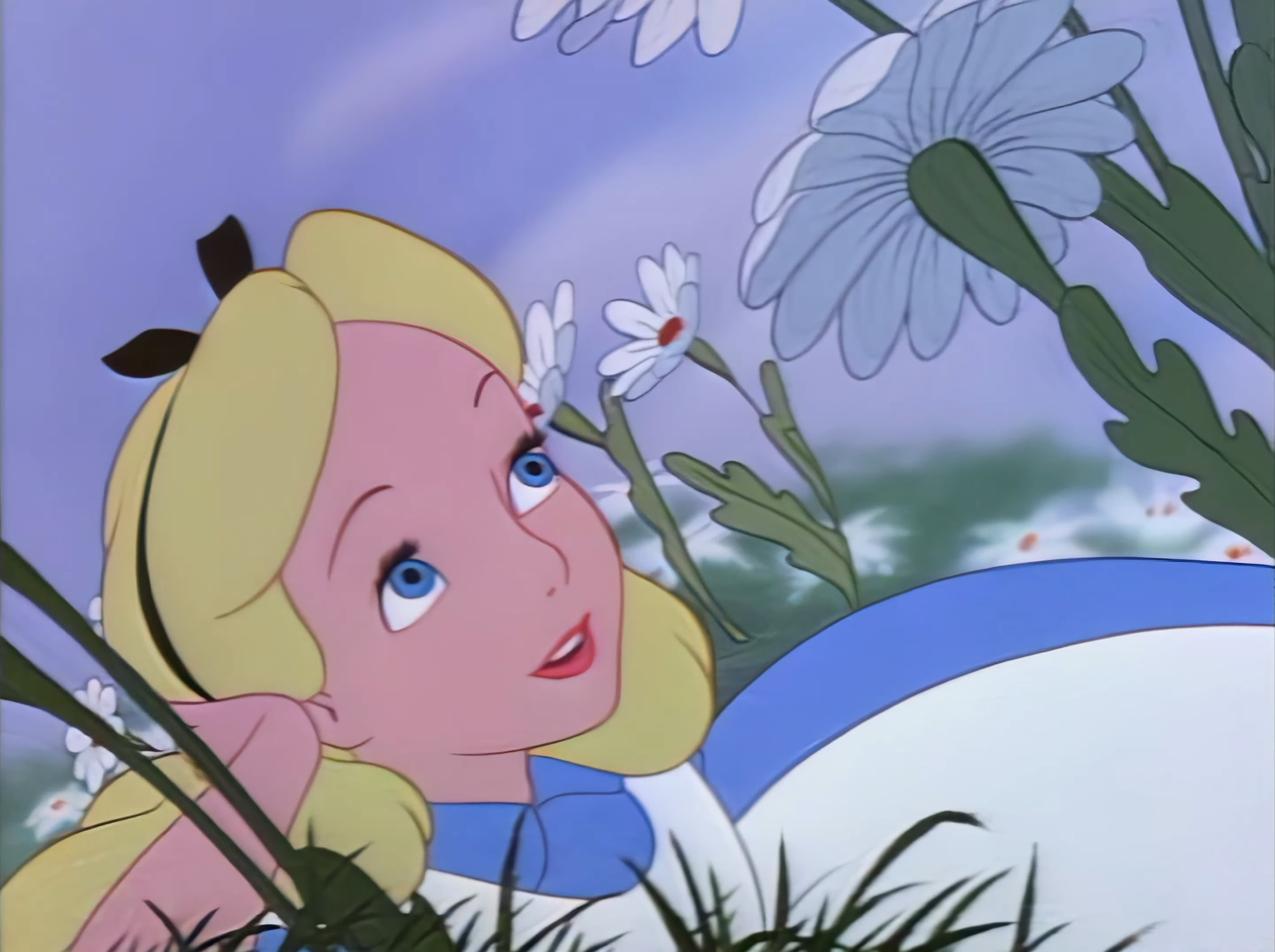
Alice, como aparece en la adaptación cinematográfica de Walt Disney (1951).

Descrito como «el mayor rival de Tenniel», Walt Disney creó una representación influyente de Alicia en su adaptación cinematográfica de 1951, que ayudó a moldear su imagen de en la cultura popular. Aunque Alicia había sido representada previamente como una rubia con un vestido azul en una edición no autorizada estadounidense de los dos libros de Alicia publicada por Thomas Crowell (1893), posiblemente por primera vez, la representación de Disney ha sido la más influyente al consolidar la imagen popular de Alicia como tal. La versión de Disney de Alicia tiene su base visual en los dibujos conceptuales de Mary Blair y las ilustraciones de Tenniel. Si bien la película no tuvo éxito durante su proyección original, más tarde se hizo popular entre los estudiantes universitarios, quienes interpretaron la película como una narrativa empapada de drogas. En 1974, Alicia en el país de las maravillas se relanzó en los Estados Unidos, con anuncios publicitarios de esta asociación. La asociación con las drogas persiste como una interpretación «no oficial», a pesar de la condición de la película como entretenimiento familiar.
En el siglo XXI, el continuo atractivo de Alicia se ha atribuido a su capacidad de ser continuamente re-imaginada. En Men in Wonderland, Catherine Robson escribe que, «en todas sus formas diferentes y asociadas —bajo tierra y a través del espejo— textual y visualmente, dibujada y fotografiada, como la morena de Carroll o la rubia de Tenniel o la señorita de Disney, como la verdadera Alicia Liddell [...] Alicia es el icono cultural por excelencia, disponible para cualquier forma de manipulación, y tan omnipresente hoy como en la época de su primera aparición». Robert Douglass-Fairhurst compara el estado cultural de Alicia con «algo más como un mito moderno», y sugirió que su capacidad de actuar como un lienzo vacío para «esperanzas y miedos abstractos» permite que se le atribuyan más «significados» al personaje. Zoe Jacques y Eugene Giddens sugieren que el personaje ocupa un estado dentro de la cultura popular donde «Alicia con un vestido azul es tan omnipresente como Hamlet sosteniendo una calavera», lo que crea «la extraña posición en la que el público "conoce" a Alicia sin haber leído En el país de las maravillas o A través del espejo». Argumentan que esto permite la libertad creativa en las adaptaciones posteriores, ya que se puede pasar por alto la fidelidad a los textos.
En Japón, Alicia tiene una influencia significativa en la cultura popular. Las obras de arte de Tenniel y la adaptación cinematográfica de Disney se han acreditado como factores en la recepción favorable y continua de las dos novelas. Dentro de la cultura juvenil de Japón, ha sido adoptada como «una figura rebelde de la misma manera que lo hicieron los hippies estadounidenses y británicos de los años sesenta». También ha sido una fuente de inspiración para la moda japonesa, en particular la moda Lolita. Su popularidad se ha atribuido a la idea de que ella realiza el ideal shōjo, una comprensión japonesa de la infancia que es «dulce e inocente por fuera y considerablemente autónoma por dentro».

### Otros ilustradores
Los dos libros de Alicia son frecuentemente reilustrados. La expiración de los derechos de autor de Las aventuras de Alicia en el país de las maravillas en 1907 dio como resultado ocho nuevas impresiones, incluida una ilustrada en un estilo Art Nouveau por Arthur Rackham. Los ilustradores para las otras ediciones publicadas en 1907 incluyen a Charles Robinson, Alice Ross, W. H. Walker, Thomas Maybank y Millicent Sowerby. Entre los otros ilustradores notables están Blanche McManus (1896); Peter Newell (1901), quien usó un estilo monocromo; Mabel Lucie Atwell (1910); Harry Furniss (1926); y Willy Pogany (1929), quien presentó un estilo art déco.
Ilustradores notables de la década de 1930 en adelante incluyen a Edgar Thurstan (1931) y sus alusiones visuales al Desplome de Wall Street de 1929; DR. Sexton (1933) y J. Morton Sale (1933), ambos con una Alicia mayor; Mervyn Peake (1954); Ralph Steadman (1967), por el cual recibió el premio Francis Williams Memorial en 1972; Salvador Dalí (1969), quien utilizó el surrealismo; y Peter Blake, con sus acuarelas (1970). Para 1972, había noventa ilustradores de Las aventuras de Alicia en el país de las maravillas y veintiuno de A través del espejo. Entre los ilustradores notables de Alicia en los años ochenta, noventa y principios de los 2000 están Barry Moser (1982); Greg Hildebrandt (1990); David Frankland (1996); Lisbeth Zwerger (1999), quien usó acuarelas en su adaptación; Helen Oxenbury (1999), quien ganó dos premios, el Premio Kurt Maschler en 1999 y la Medalla Kate Greenaway en 2000, por su trabajo; y DeLoss McGraw (2001), con sus ilustraciones abstractas.